# Florencia Ibarra
María Florencia (Flor) „Negra“ Ibarra (* 26. April 1983 in Lomas de Zamora) ist eine ehemalige argentinische Handballspielerin, die vor allem in der Disziplin Beachhandball erfolgreich war. Von 2008 bis 2018 war sie Mitglied der argentinischen Nationalmannschaft und versäumte in dieser Zeit keines der elf möglichen Turniere. Unter anderem mit ihrer Person ist der stetige Aufstieg der argentinischen Beachhandball-Nationalmannschaft in diesem Zeitraum verbunden. Spätestens seit 2014 war sie die Spielführerin der Mannschaft.
Ibarra arbeitet seit 2004 am Centro Educativo Loreto als Sportlehrerin, wo sie zuvor selbst ihr Trainerstudium absolviert hatte. Daneben arbeitet sie im Familienunternehmen mit.

## Hallenhandball
Ibarra trat im Alter von 14 Jahren in einen Handballverein ein und spielt seitdem für CI.DE.CO. aus Lanús. In dieser Zeit war CI.DE.CO. einer der erfolgreichsten argentinischen Handballvereine. Ibarra gewann die Meisterschaften der Hinrunden (Apertura) 2007, 2010 und 2017, der Rückrunden (Clausura) 2006, 2007, 2013, 2014, 2016 und 2017. Hinzu kommen die Vizemeisterschaften der Hinrunden 2005, 2006, 2008, 2011, 2013 und 2015, der Rückrunden 2005 und 2010. Meisterschaftsdritte wurde sie 2004 sowie in den Rückrunden 2008, 2011 und 2012.

## Beachhandball
Nach einem ersten Versuch bei den ersten Pan-Amerikanische Meisterschaften 2004 dauerte es bis 2008, dass Argentinien mit Nachdruck am Aufbau einer Beachhandball-Nationalmannschaft arbeitete. Zur ersten Generation dieser Spielerinnen gehörte auch Ibarra. Neben Celeste Meccia und Ivana Eliges war sie die einzige Spielerin, die bis zu ihrem Rücktritt 2018 nahezu ohne Unterbrechung Teil der Nationalmannschaft blieb. Nach einem ersten gemischten Turnier mit Nationalmannschaften und Vereinen in Rawson, das Argentinien auf dem letzten Rang beendete, folgten die Panamerika-Meisterschaften 2008, wo Argentinien als viertplatzierte Mannschaft noch knapp eine Medaille verpasste. Diese gewann Ibarra schließlich im Jahr darauf bei den Südamerikanischen Beach Games 2009 mit der Bronzemedaille. Nächstes Turnier waren erneut die South-American Beach Games 2011. Hier erreichten die Argentinierinnen das erste Mal ein internationales Finale, verloren dieses aber mit 0:2 gegen Brasilien. Bei den Panamerika-Meisterschaften 2012 konnte Ibarra mit der Bronzemedaille ihre dritte internationale Medaille gewinnen. 2014 wurde ein besonders aktives Jahr. Zunächst gewann Ibarra bei den Panamerika-Meisterschaften ihre dritte internationale Bronzemedaille und qualifizierte sich mit ihrer Mannschaft damit auch erstmals für eine Weltmeisterschaft. Im weiteren Jahresverlauf standen aber zunächst die South-American Beach Games an, wo die argentinische Mannschaft das erste Mal ein Finale erreichte und sich in Vargas nur noch den Gastgebern aus Venezuela geschlagen geben musste. Weniger erfolgreich verliefen die ersten Weltmeisterschaften in Recife im Nachbarland Brasilien. Argentinien belegte den elften und damit vorletzten Platz, konnte einzig Australien hinter sich lassen.
Nachdem Ibarra 2015 mit Argentinien nur am Anden-Cup gestartet war, stand 2016 erneut die Panamerika-Meisterschaft an und erstmals wurde in diesem Wettbewerb das Finale erreicht, hier aber Brasilien, der vorherrschenden Beachhandball-Macht auf dem amerikanischen Doppelkontinent und einer der stärksten Mannschaften der Welt, unterlegen. Dennoch konnte zum zweiten Mal die Teilnahme an einer Weltmeisterschaft erreicht werden. In Budapest konnte Argentinien das Turnier weitaus besser als beim ersten Mal gestalten und belegte am Ende Rang sieben. Zudem gelang über die Kontinentalmeisterschaft die Qualifikation für die World Games 2017 in Breslau. In Polen konnte Ibarra mit ihren Argentinierinnen den bis dahin größten Erfolg für ihr Land im Handball überhaupt erreichen. Nach einer eher schwachen Vorrunde mit nur einem Sieg über Tunesien und zwei Niederlagen gegen Norwegen und Spanien konnte Argentinien mit zwei Siegen im Shootout über Australien und Norwegen das Finale gegen den Erzrivalen aus Brasilien erreichen, das aber klar verloren wurde. Die Silbermedaille war dennoch ein immenser Erfolg. 2018 brachte die letztmalige Austragung der Panamerika-Meisterschaften. Für Eliges sollte es wie für ihre langjährigen Mitspielerinnen Daniela Aguzzi, Rocío Barros und Carolina Rossi das letzte Turnier werden, Argentinien befand sich in einer Umbruchphase. Dementsprechend schwach verlief das Turnier, bei dem nur ein fünfter Rang belegt wurde.
Dennoch war das Jahr 2018 für Argentinien durch den Gewinn einer ersten Beachhandball-Goldmedaille auf Weltebene bei den Olympischen Jugendspielen in Buenos Aires ein voller Erfolg. Im Rahmen der Jugendspiele traten Ibarra und ihre Mitspielerin Meccia an die Öffentlichkeit, um die Kleidung der argentinischen Spielerinnen zu verteidigen, die in manchen Medien als sexistisch betrachtet wurde. Den Erfolg der Mannschaft bezeichnete Ibarra selbst als „Revolution“. In das Ziel Gold bei den Jugendspielen wurde in den Jahren zuvor viel Energie gesteckt, das sich in den folgenden Jahren auch in der A-Nationalmannschaft bemerkbar machen sollte. Nur wenige Monate nach dem olympischen Erfolg fanden in Rosario, also wieder vor argentinischem Publikum, die South-American Beach Games 2019 an. Mit Caterina Benedetti, Gisella Bonomi, Fiorella Corimberto, Carolina Ponce und Zoe Turnes bestand die Hälfte der Mannschaft nun aus Spielerinnen, die in Buenos Aires Gold gewonnen hatten. Später stieß auch noch Lucila Balsas zur Mannschaft. Erneut wurde das Finale gegen Brasilien erreicht, doch nun konnte dieses auch erstmals siegreich gestaltet werden. Damit verpasste es Ibarra, die zu diesem Zeitpunkt noch mit einer Nominierung gerechnet hatte, um nur ein Turnier einen Titelgewinn mit der argentinischen Nationalmannschaft.
Auch nach ihrer aktiven Zeit blieb sie dem Beachhandball als Trainerin im Nachwuchsbereich verbunden.

## Erfolge
| World Games - 2017: 2. Weltmeisterschaften - 2014: 11. - 2016: 7. Südamerikanische Beach Games - 2009: 3. - 2011: 2. - 2014: 2. | Pan-Amerikanische Meisterschaften - 2008: 4. - 2012: 3. - 2014: 3. - 2016: 2. - 2018: 5. Andencup - 2015: 1. (Team A) |